# Tzentzénguaro
Tzentzénguaro är en ort i Mexiko.   Den ligger i kommunen Pátzcuaro och delstaten Michoacán de Ocampo, i den södra delen av landet, 260 km väster om huvudstaden Mexico City. Tzentzénguaro ligger 2 061 meter över havet och antalet invånare är 440. Den ligger vid sjön Lago de Pátzcuaro.
Terrängen runt Tzentzénguaro är huvudsakligen kuperad, men åt nordväst är den platt. Runt Tzentzénguaro är det ganska tätbefolkat, med 179 invånare per kvadratkilometer. Närmaste större samhälle är Pátzcuaro, 4,2 km sydost om Tzentzénguaro. I omgivningarna runt Tzentzénguaro växer huvudsakligen savannskog.